# Karl Genzken

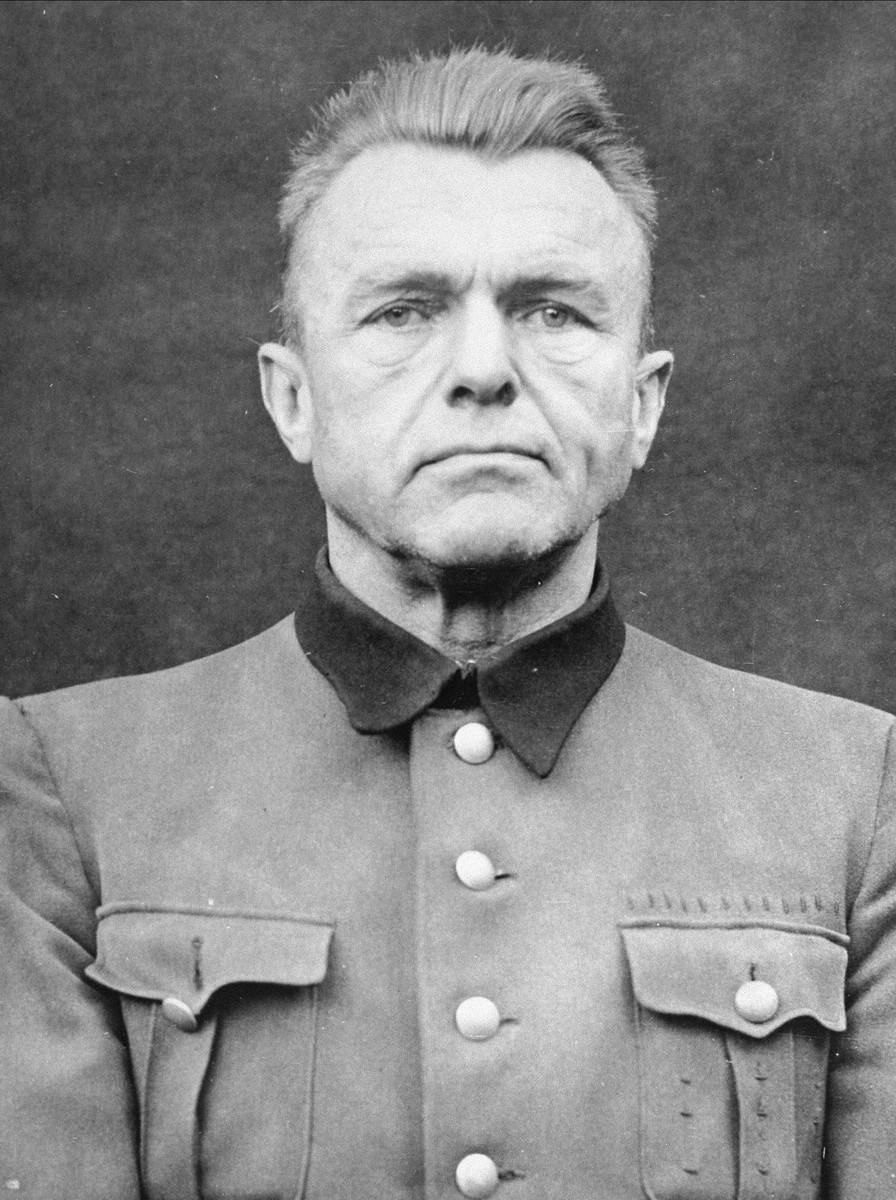
Karl Genzken als Angeklagter im Nürnberger Ärzteprozess

Karl Eduard August Hermann Genzken (* 8. Juni 1885 in Preetz; † 10. Oktober 1957 in Hamburg-Blankenese) war Mediziner, SS-Gruppenführer und Chef des Sanitätsamtes der Waffen-SS. Genzken war an medizinischen Versuchen an Gefangenen mehrerer Konzentrationslager beteiligt.

## Leben
Karl Genzken war das jüngste von fünf Kindern des evangelischen Hauptpastors Karl Genzken.
Genzken legte nach dem Besuch der Mittelschule in Preetz und des Gymnasiums in Kiel 1905 das Abitur ab. Am 2. April 1906 trat er der Kaiserlichen Marine bei. Sein Medizinstudium an den Universitäten Tübingen, Marburg, München und Kiel beendete er 1911. Während seines Studiums wurde er 1906 Mitglied der Tübinger Burschenschaft Derendingia. Am 18. November 1912 wurde er zum Marine-Assistenzarzt und am 15. November 1913 zum Marine-Oberassistenzarzt befördert. Ab 1914 diente Genzken als Arzt beim III. Seebataillon in Tsingtau. Bei Ausbruch des Ersten Weltkriegs war er zur Verfügung des Gouvernements Kiautschou und als Revierarzt der Iltis-Batterie kommandiert. Am 19. September wurde er zum Marine-Stabsarzt befördert und im Festungslazarett und in Taitungschen eingesetzt.
Nach der Belagerung von Tsingtau und der Einnahme der Stadt durch die Kaiserlich Japanische Armee kam Genzken als Mediziner nicht in japanische Kriegsgefangenschaft, sondern konnte im November 1914 nach Tientsin ausreisen. Von dort ging er nach Shanghai und reiste Juni 1915 nach San Francisco weiter. Von dort kehrte er zurück nach Deutschland und schloss sich dort erneut den Sanitätstruppen an. Ab Juli 1915 war er Fort-Arzt der Batterie Schilling der II. Marineartillerieabteilung in Wilhelmshaven. Seine Promotion in Kiel datiert ebenfalls auf 1915. Ab Oktober 1915 tat Genzken dann Dienst in verschiedenen Verwendungen, unter anderem als Schiffsarzt. In dieser Zeit baute er auch das Sanitätswesen der U-Boote mit auf und war am Werftkrankenhaus in Wilhelmshaven tätig. Nach Ende des Ersten Weltkriegs wurde Genzken am 28. November 1919 entlassen und er ließ sich daraufhin als praktischer Arzt in seiner Heimatstadt Preetz nieder.
Zum 7. Juli 1926 trat Genzken der NSDAP bei (Mitgliedsnummer 39.913); am 5. November 1933 wurde er Mitglied der SS (SS-Nummer 207.954). 1934 war er kurzzeitig als Ersatz-See-Offizier beim Reichswehrministerium tätig; dann arbeitete er für ein Jahr als Vertrauensarzt beim Krankenhaus Groß-Berlin. Am 1. Februar 1937 übernahm Genzken als Nachfolger von Friedrich Karl Dermietzel die Leitung der Sanitätsabteilung der SS-Totenkopfverbände. Damit verbunden war das Amt des leitenden Arztes beim Führer der SS-Totenkopfverbände und Inspekteurs der Konzentrationslager, Theodor Eicke. In dieser Funktion war er verantwortlich für die medizinische Versorgung der Häftlinge in den Konzentrationslagern. Die Standortärzte in den Konzentrationslagern berichteten monatlich an Genzken über die Zustände in den Krankenrevieren sowie die Zahl der erkrankten Häftlinge. Erhaltener Schriftverkehr belegt, dass die von den Standortärzten bei Genzken angeforderten Medikamente und Verbandsmaterialien nur zum Teil geliefert wurden. In Genzkens Dienstzeit wurden die Zwangssterilisierungen nach dem „Gesetz zur Verhütung erbkranken Nachwuchses“ auf die Konzentrationslager ausgedehnt. Der Würzburger Psychiater Werner Heyde erstellte hierzu Gutachten, die von Genzken an die Erbgesundheitsgerichte weitergeleitet wurden und Grundlage für deren Entscheidung über die Sterilisation oder Kastration der Häftlinge waren.
Vom Herbst 1939 bis zum Frühjahr 1940 baute Genzken das Sanitätswesen der Totenkopf-Division auf. Von April 1940 bis zum Ende des Zweiten Weltkrieges war Genzken als Chef des Sanitätsamtes der Waffen-SS für medizinische Versuche an Häftlingen in den Konzentrationslagern mit verantwortlich. Zu Erwin Ding-Schuler, der im KZ Buchenwald Versuche mit Impfstoffen gegen Fleckfieber durchführte, stand Genzken in persönlichem Kontakt. In der SS wurde Genzken mehrfach befördert; zuletzt war er ab 1943 SS-Gruppenführer und Generalleutnant der Waffen-SS.
Nach Kriegsende war Genzken Angeklagter im Nürnberger Ärzteprozess. Am 20. August 1947 wurde er zu lebenslanger Haft verurteilt. Die Haftstrafe wurde später auf 20 Jahre reduziert. Am 17. April 1954 wurde Genzken vorzeitig aus dem Kriegsverbrechergefängnis Landsberg entlassen. Bei der Trauerfeier zu seiner Beerdigung (1957) wurde ein von ihm selbst verfasster „Nachruf“ verlesen. Darüber berichtet ein Studienfreund, Genzken habe sich, nachdem ihn in seiner SS-Zeit andere Ideen erfüllt hatten, wieder zu dem christlichen Glauben seiner Kindheit bekannt und in schweren Stunden Kraft im Gebet gefunden.